# Đurađ Branković
Đurađ Branković (1377 – 24. prosince 1456) byl srbský despota v roce 1427 - 1456.
Đurađ nastoupil na trůn jako synovec bezdětného despoty Stefana Lazareviće a dvůr přesídlil do Smedereva. Brzy na to, jak nastoupil na trůn, padly Kosovo a Metochie do rukou Osmanské říše a v roce 1439 připadlo Osmanům i Smederevo. Branković utekl do Uher, kde už předtím vlastnil rozsáhlé majetky. V roce 1444 se významně podílel na uzavření segedínského míru mezi Osmanskou říší (Muradem II.) a Uherskem (Vladislavem III.). Uherský král Vladislav III. však mírovou dohodu ještě v témže roce porušil.

## Rodina
Jeho otec byl Vuk Branković, tehdejší kníže Rašky (dnešní Kosovo) a jeho matkou byla Mara, dcera Lazara Hrebeljanoviće, sestra Stefana Lazareviće.
Đurađ se oženil s Irinou Kantakuzinovou 26. prosince 1414. Měl s ní děti:
- Todor (pravděpodobně zemřel v útlém věku)
- Grgur (* asi 1415 – 1459)
- Mara (* 1416 – 1487), manželka (t.j. zařazena do háremu) sultána Murada II.
- Stefan (* asi 1417 – 1476), srbský despota jako Stefan III.
- Katarína (* asi 1418 – 1490), manželka Ulricha II. Celjského
- Lazar (* 1421/1427 – 1458), srbský despota jako Lazar II.